# Adorazione dei pastori (Signorelli)
L'Adorazione dei pastori è un dipinto a olio su tavola trasportato su tela (215x170,2 cm) di Luca Signorelli e aiuti, databile al 1496 e conservato nella National Gallery di Londra.

## Storia
L'opera fu probabilmente la seconda dipinta da Signorelli a Città di Castello, dopo l'Adorazione dei Magi. Originariamente si trovava nella chiesa di San Francesco. Dopo le secolarizzazioni finì sul mercato antiquario e dopo vari passaggi fu acquistata dalla galleria nel 1882.

## Descrizione e stile
La qualità dell'opera non è eccelsa, per un ampio ricorso agli aiuti e uno stile in alcuni punti frettoloso. La scena principale si svolge sul primo piano, con il Bambino in terra al centro di un ipotetico circolo tra i pastori a sinistra, Maria e angeli al centro, e san Giuseppe a destra. Si tratta di un'evidente ripresa, sebbene rovesciata specularmente, dello schema compositivo del Trittico Portinari di Hugo van der Goes (a Firenze dal 1483), con alcune citazioni anche molto fedeli, come le pose dei pastori o alcuni dei loro abiti, come il cappello di paglia.
Lo sfondo è dominato da rocce dalle forme curiose, tra cui una ad arco sotto il quale si vede, incorniciato ad arte, uno zampognaro: si tratta di un probabile omaggio a Leonardo da Vinci e alla sua Vergine delle Rocce, come farebbero pensare anche le edere, gli iris, le felci e le altre specie botaniche appese, per non parlare dei fiorellini in primo piano, rappresentate con occhio indagatore e curioso.
Sullo sfondo si svolgono alcune scene accessorie: a sinistra un angelo dà l'annuncio della nascita di Gesù ai pastori; al centro si vede, sotto una casetta su cui si trovano la firma e il monogramma dell'artista ("LS" formanti una croce, poi "LUCE DE CORTONA P C"), la scena del censimento di Augusto, che fu all'origine del trasferimento della Sacra Famiglia a Nazaret. Più in alto si vedono una città su una montagna e un cielo con nubi impetuose, dettagli poco curati, lasciati ad allievi non molto dotati.